# Miejsca spoczynku władców Luksemburga

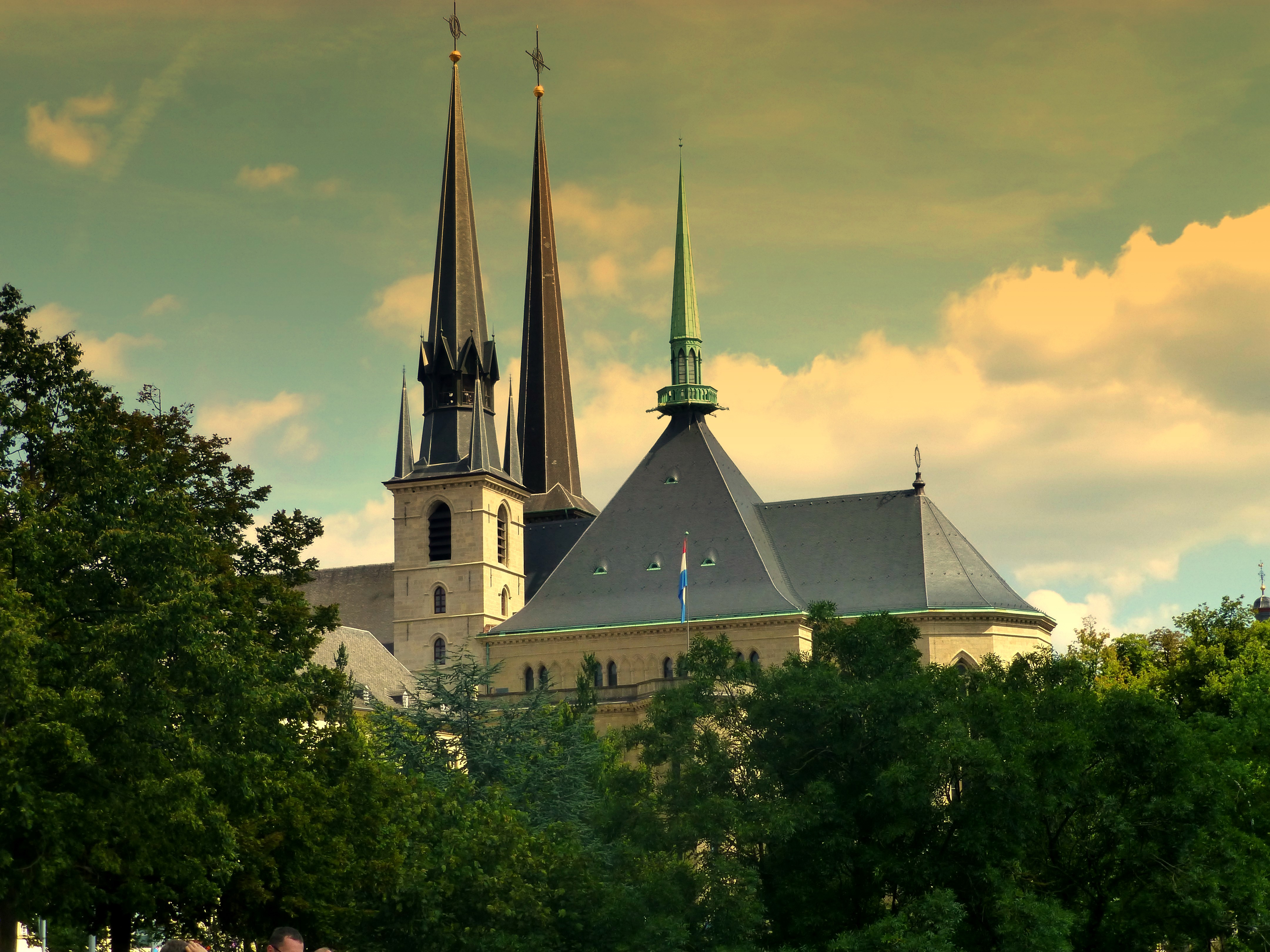
Katedra Notre Dame w Luksemburgu

Miejsca spoczynku władców Luksemburga od XIII wieku (wyłącznie znane lokalizacje):

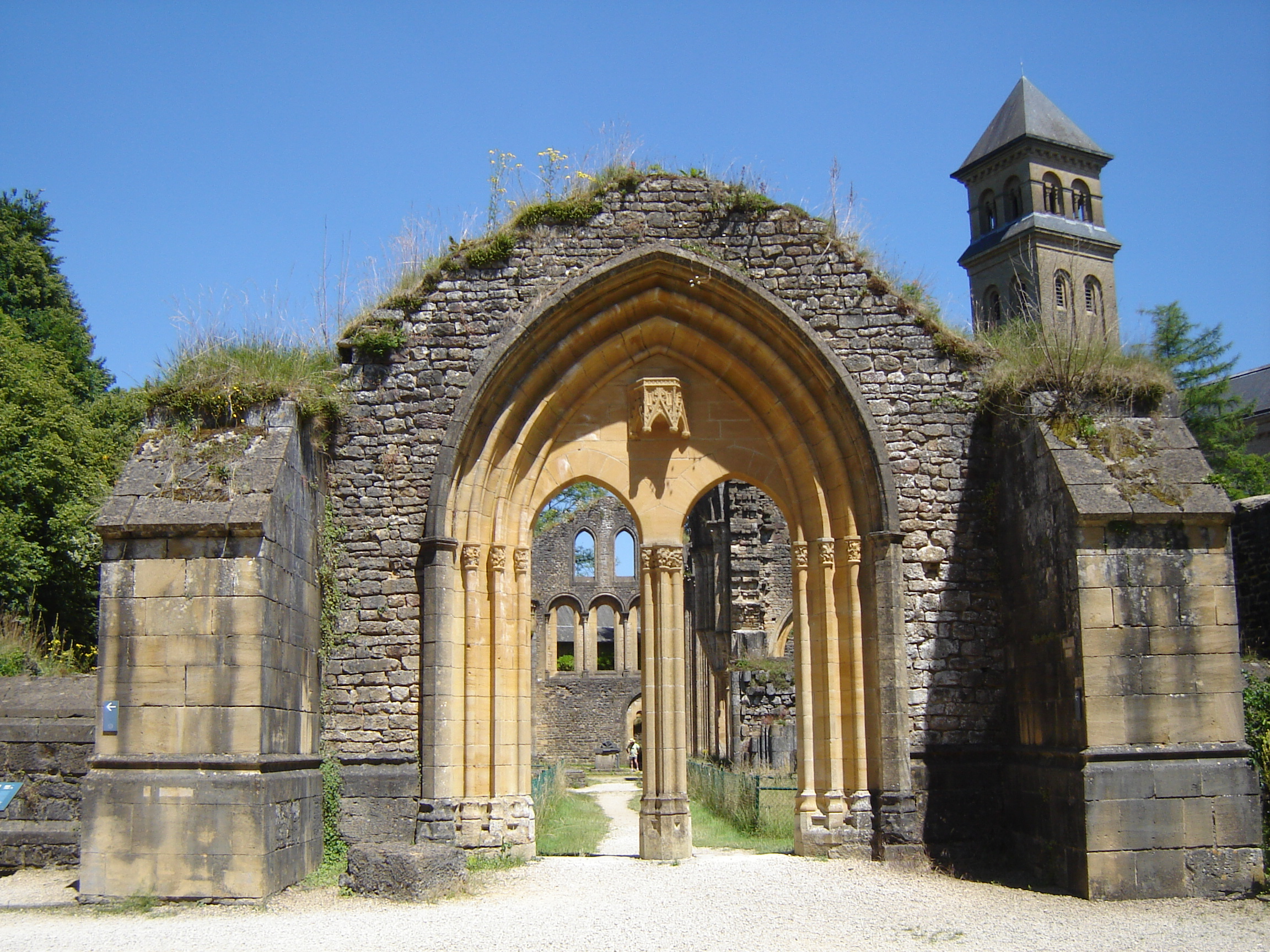
Ruiny klasztoru cystersów w Villers-devant-Orval w belgijskim Luksemburgu

- Kaplica Notre Dame w Clairefontaine(inne języki) – Ermezynda I Luksemburska
- Klasztor Rolduc w Kerkrade – Walram III z Limburga
- Katedra Notre Dame w Luksemburgu – Jan Luksemburski, Maria Adelajda, Szarlotta, Jan
- Katedra w Pizie – Henryk VII Luksemburski
- Archikatedra Świętych Wita, Wacława i Wojciecha w Pradze – Karol I, Wacław II
- Klasztor cystersów w Villers-devant-Orval – Wacław I Luksemburski
- Katedra Saint-Bénigne w Dijon – Filip I
- Kościół Najświętszej Marii Panny w Brugii – Karol Zuchwały, Maria Burgundzka
- Kaplica zamkowa w Wiener Neustadt – Maksymilian I Habsburg
- Kaplica Królewska przy katedrze w Grenadzie – Filip II
- Escorial w San Lorenzo de El Escorial – Karol III, Filip III, Filip IV Habsburg, Karol IV
- Katedra Świętego Michała i Świętej Guduli w Brukseli – Izabela Klara Eugenia Habsburg, Albrecht
- Pałac Królewski w La Granja de San Ildefonso – Filip V Hiszpański
- Kościół Teatynów w Monachium – Maksymilian II Emanuel
- Krypta Kapucyńska w Kościele Kapucynów w Wiedniu – Karol V, Maria II, Józef, Leopold, Franciszek
- Nowy Kościół w Delfcie – Wilhelm I, Wilhelm II Holenderski, Wilhelm III Holenderski
- Kościół zamkowy w Weilburgu – Adolf, Wilhelm IV

## Dawne miejsca spoczynku
- Klasztor Almënster(inne języki) w Luksemburgu – Jan Luksemburski